# Gymnasium Zitadelle Jülich
Das Gymnasium Zitadelle der Stadt Jülich ist das größte Gymnasium im Stadtgebiet von Jülich. Es ist zudem die älteste Schule der Stadt und geht auf eine Gründung von Herzog Wilhelm V. dem Reichen von Jülich-Kleve-Berg zurück.
Die Schule hat etwa 1100 Schüler (2020) und ist auf zwei Gebäudeensembles verteilt, die Hauptgebäude in der Zitadelle und das Westgebäude (früher Katholische Grundschule) mit angeschlossenem Erweiterungsbau, der 2004 vollendet wurde.

## Charakter der Schule
Das Gymnasium Zitadelle ist in öffentlicher Trägerschaft; die beiden anderen Jülicher Gymnasien, das Gymnasium Haus Overbach und das Mädchengymnasium Jülich, haben kirchliche Träger.
2009 wurde das Gymnasium Zitadelle für sein Projekt „Tutorenprogramm von Mädchen (Klasse 10) für Mädchen (Klasse 6) in den Naturwissenschaften“ mit dem Brigitte-Gilles-Preis ausgezeichnet.

## Geschichte

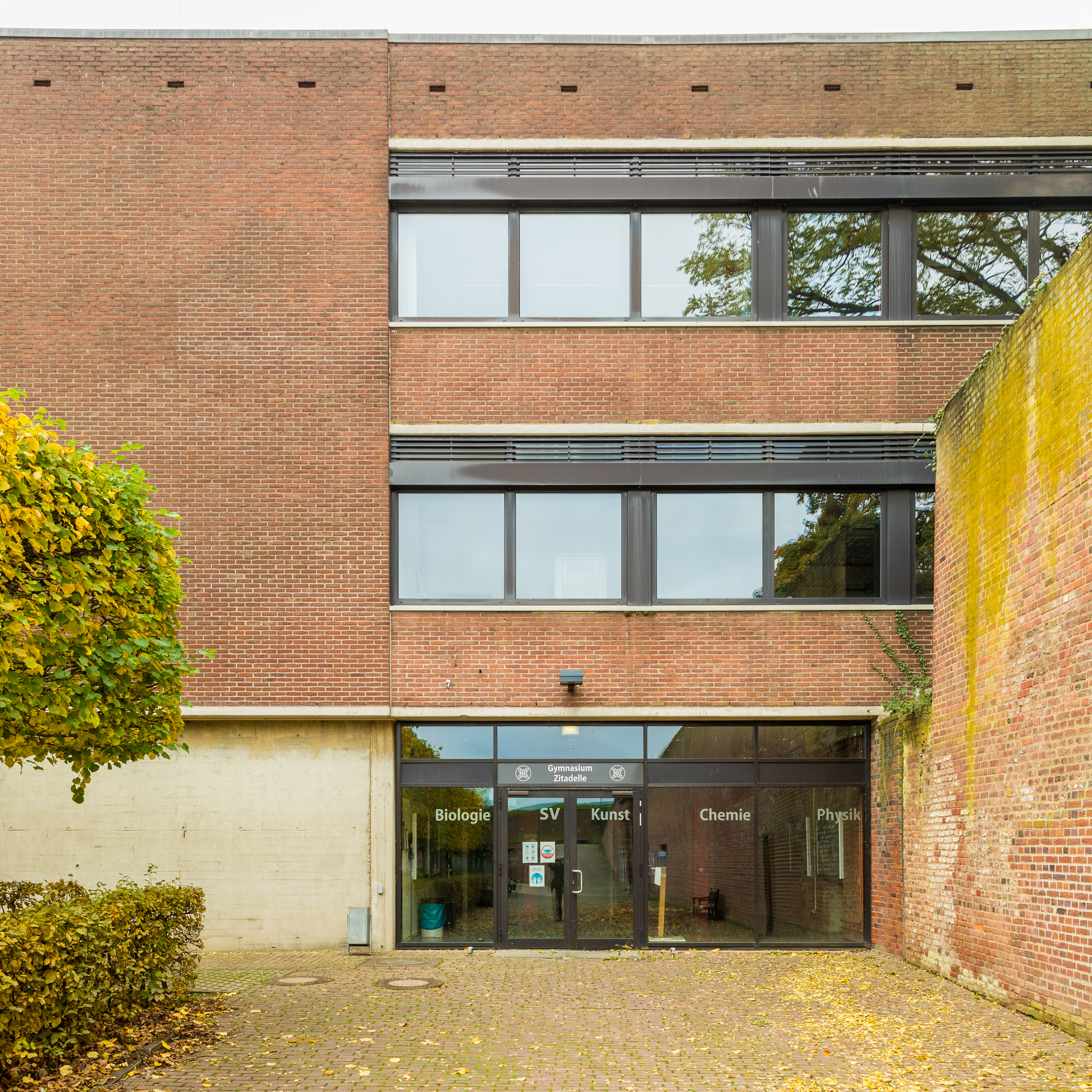
Institutsgebäude für Biologie, Chemie, Kunst und Physik

Gegründet wurde das älteste Jülicher Gymnasium von Herzog Wilhelm V. von Jülich-Kleve-Berg im Jahr 1572 als Partikularschule. Die Schulträger waren die Stiftsherren der Propsteikirche, neben der das erste Schulgebäude in der Stiftsherrenstraße lag. Ab 1664 übernahmen die Jesuiten die Trägerschaft, und die Schule zog in ein Gebäude an der Ecke Marktplatz/Kleine Rurstraße um.

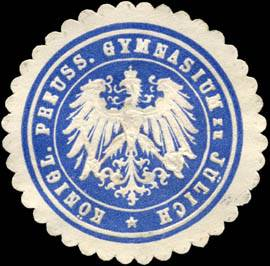
Historische Siegelmarke des Gymnasiums

Das Herzogtum Jülich fiel 1742 mit Berg und der Kurpfalz an die pfalz-sulzbachische Linie der Wittelsbacher, die 1777 auch die bayrischen Lande erbte. Jedoch nur bis zum Lunéviller Friede vom Februar 1801 blieb Jülich im Besitz der Kurfürsten von Pfalz-Bayern und wurde dann mit Wirkung zum 9. März 1801 an Frankreich abgetreten, das schon seit 1794 das Herzogtum besetzt hielt. In diesen Zeiten des politischen und gesellschaftlichen Umbruchs wurde 1773 der Jesuitenorden aufgehoben und in der Folge 1774 auch die Jülicher Schule geschlossen. Erst nach der Französischen Revolution und der Übernahme der Herrschaft im Rheinland durch Preußen wurde sie 1815 wieder gegründet. Zunächst war sie zur einfachen Stadtschule degradiert, wurde dann jedoch sukzessive wieder zur höheren Stadtschule und schließlich zum Städtischen, dann Königlichen Progymnasium aufgebaut (um 1900). Träger war nun das Königreich Preußen, und die Schule bezog ein neues Gebäude in der Neusser Straße. 1905 wurde sie Vollgymnasium und wechselte in der ersten Hälfte des 20. Jahrhunderts mehrmals den Namen. Sie war erst Königliches Gymnasium, ab 1919 Staatliches Gymnasium, ab 1938 Staatliche Oberschule für Jungen.
Im Zweiten Weltkrieg wurden die Schulgebäude an der Neusser Straße 1944/45 völlig zerstört. Nach dem Wiederaufbau blieb die Schule in staatlicher Hand, d. h. in Händen des neuen Bundeslandes Nordrhein-Westfalen bis 1974, danach wurde sie städtisch. In den späten 1960er Jahre veränderten äußere Umstände das Jülicher Gymnasium grundlegend: Die Ansiedlung der Kernforschungsanlage (KFA) in Jülich (heute Forschungszentrum Jülich) brachte viele wissenschaftliche Mitarbeiter und ihre Familien in die Stadt, die für ihre Kinder eine andere, modernere Schule wünschten. Das staatliche Gymnasium war zu diesem Zeitpunkt eine rein humanistische altsprachlich ausgerichtete Jungenschule. Diese erhielt nun zusätzlich einen neusprachlichen und einen mathematisch-naturwissenschaftlichen Zweig, und als erste Fremdsprache konnte Englisch statt Latein gewählt werden. Auf dem gerichtlichen Klageweg erreichte ein Vater, dass seine Tochter die Jungenschule besuchen durfte (neben dem Jungengymnasium gab es nur ein vom Franziskanerinnenorden geleitetes Mädchenlyzeum in der Stadt); dies öffnete den Weg zur Koedukation und bewirkte, dass die Schülerschaft rasch wuchs.
In den 1960er Jahren wurde der nach dem Krieg wiederhergestellte Schulbau trotz mehrerer Erweiterungen zu eng. Die von einem Wassergraben umgebene, von hohen Wällen umschlossene Zitadelle Jülich war seit Kriegsende ein Ruinenfeld inmitten der Stadt und wurde als neuer Standort der Schule ausgewählt. 1968 begannen dort die Bau- und Renovierungsarbeiten. Dabei wurde in beschränktem Maße Rücksicht auf die ursprüngliche Funktion der Anlage als herzogliche Residenz genommen, die allerdings schon im 17./18. Jahrhundert in eine militärische Festung umgewandelt worden war und unter preußischer Herrschaft und bis 1944 eine Unteroffiziersschule beherbergt und dadurch einschneidende bauliche Veränderungen erfahren hatte. So war der Bestand aus der Entstehungszeit nur noch teilweise erkennbar. Insbesondere die alle Umbrüche überdauernden Wallanlagen blieben jedoch über die Jahrhunderte erhalten, und wesentliche Elemente der zentralen Gebäudeflügels, namentlich die Schlosskapelle, sind in die modernen Schulbauten integriert. Auch der Grundriss mit einem baumbestandenen Innenhof (zurzeit Sanierung) spiegelt frühere Verhältnisse wider. 1972 bezog das Gymnasium den Neubau innerhalb der Wallanlagen, der auch eine eigene Sporthalle und ein naturwissenschaftliches Institut erhielt; hinzu kam das im demokratischen Geist der 1960er Jahre ohne erhöhtes Podium konzipierte Pädagogische Zentrum, das als Schulaula, alltags auch als Durchgangsraum und zu besonderen Anlässen als Versammlungshalle dient.
Durch die geburtenstarken Jahrgänge der 1960er Jahre reichte die Raumkapazität der neuen Anlage, die für 850 Schüler entworfen worden war, bereits am Ende der 1970er Jahre nicht mehr aus. Die Schülerzahlen stiegen bis auf etwa 1600 und machten in den 1980er Jahren die Errichtung von Behelfsbauten, sogenannten Baracken, innerhalb der Wälle und nahe der Gemeinschaftsgrundschule Nord am Wallgraben als Ausweichräume erforderlich; zudem trat zeitweise die GGS Nord („Nordschule Jülich“) Klassenräume an das Gymnasium ab, in denen die Unterstufe untergebracht wurde. Erst in den frühen 1990er Jahren wurden die Baracken nicht mehr benötigt und abgerissen. Die Unterstufe (Jahrgangsstufen 5 und 6) fand in der Folgezeit Unterkunft im ehemaligen Gebäude der Katholischen Grundschule (ehemalige Katholische Volksschule) an der Düsseldorfer Straße, die selbst in ein neu errichtetes Schulzentrum übersiedelte. Neben diesen beiden Gebäuden nutzt das Gymnasium die Sporthalle der GGS Nord und die neben dem Westgebäude gelegene Halle. 2004 wurde der Erweiterungsbau des Westgebäudes feierlich eingeweiht, in dem jetzt die Jahrgangsstufe EF untergebracht ist. Seit 2008 ist das Gymnasium Zitadelle eine Agenda-21-Schule.

## Außerschulische Aktivitäten
Das Gymnasium nimmt regelmäßig an landesweiten Wettbewerben teil, sei es an der Mathematikolympiade oder an verschiedenen Forschungsprojekten. Auch bei Zitadellenfesten spielt das Gymnasium eine große Rolle. Es besteht eine Kooperation mit dem Forschungszentrum Jülich.

## Traditionen
- jährlicher Weihnachtsbasar & Tag der offenen Tür
- jährliche Mathematik-, Leichtathletik- & Turnolympiade
- Abi-Gag & Karnevalssitzung
- Gottesdienstbesuch am letzten Schultag vor den Sommerferien und Winterferien
- jährlicher Tanzabend
- Schulaustausch mit Schulen in Collingswood (USA), Metz (Frankreich) und Krakau (Polen)[6]

## Persönlichkeiten
- Britta Dassler, (* 1964), Politikerin (FDP), ehem. Mitglied des Deutschen Bundestages, Abiturientin (1983)
- Gracht, Heiko A. von der (* 1978), Wirtschaftswissenschaftler, Zukunftsforscher und Sachbuchautor, Abiturient (1998)
- Claudius Lacroix (1652–1714), Jesuit, Lehrer am Gymnasium
- Laven, Rolf (* 1966), Künstler, Hochschulprofessor, Abiturient (1986)
- Kai Ohrem (* 1978), Theaterregisseur, Abiturient (1998)
- Manuel Rösler (* 1972), Komponist
- Nic Romm (* 1974), Schauspieler und Synchronsprecher